# Лостоянка

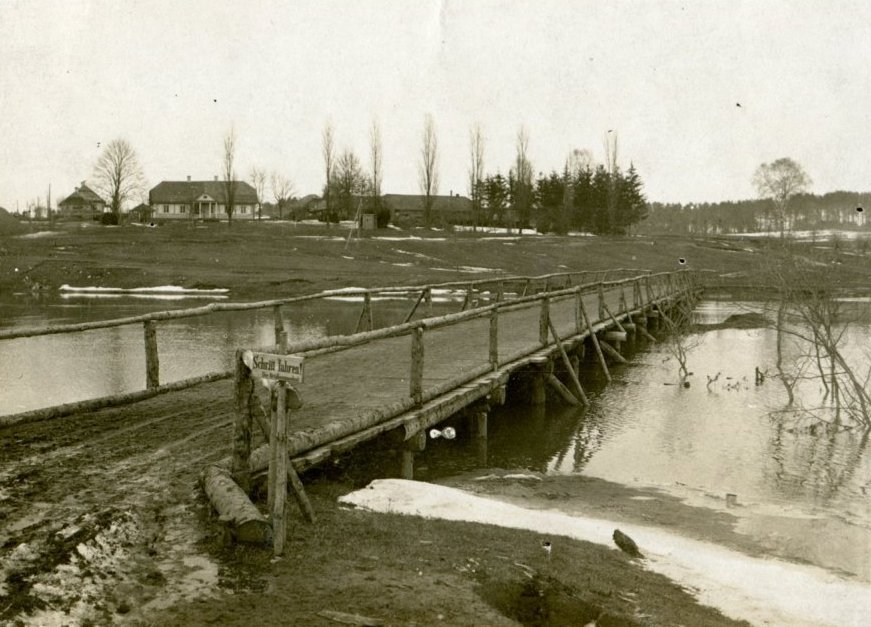
Міст церез річку Лостоянку і господарська садиба у селі Кути Сморгонського району. 1915-18

Лостоянка — річка у Ошмянському, Сморгонському й Воложинському районах Гродненської й Мінської областей , Білорусь. Права притока Березини (басейн Німану).

## Опис
Довжина річки 18 км, похил річки 2,9 м/км , площа басейну водозбору 157 км² . Формується притоками, безіменними струмками та загатами.

## Розташування
Бере початок за 1 км на схід від села Загорняти. Тече переважно на південний схід і на північно-східній околиці села Подберезь впадає у Березину, праву притоку Німану.